# Lamprophis fiskii
Lamprophis fiskii är en ormart som beskrevs av Boulenger 1887. Lamprophis fiskii ingår i släktet Lamprophis och familjen snokar. Inga underarter finns listade i Catalogue of Life.
Arten förekommer i södra och västra Sydafrika samt i angränsande områden av Namibia. Den lever i regioner med klippig eller sandig grund och varierande växtlighet. Individerna hittas ofta vid tillfälliga vattenansamlingar. Honor lägger ägg.
Landskapets omvandling till jordbruksmark och gruvdrift kan i begränsade områden hota beståndet. Hela populationen anses vara stabil. IUCN kategoriserar arten globalt som otillräckligt studerad.